# Autovía de San Andrés
La carretera Autovía de San Andrés o TF-11 comienza en el barrio de Valleseco y continúa hacia el norte ciñéndose a la costa hasta alcanzar la localidad pesquera de San Andrés. Esta autovía es la única conexión entre esta localidad y las inscritas en el área metropolitana de Santa Cruz.
La autovía TF-11 da servicio, no solo a San Andrés y a las playas de las cercanías, como son la Playa de Las Teresitas, la Playa de Las Gaviotas, etc., sino también a las localidades situadas al norte del Macizo de Anaga, a la Dársena Pesquera y al Dique del Este.
La Intensidad Media Diaria (IMD) de la TF-11 es de 20.010 automóviles, siendo aproximadamente el 4,5% vehículos de alto tonelaje.

## Municipios
- Santa Cruz de Tenerife